# Antonie Hals

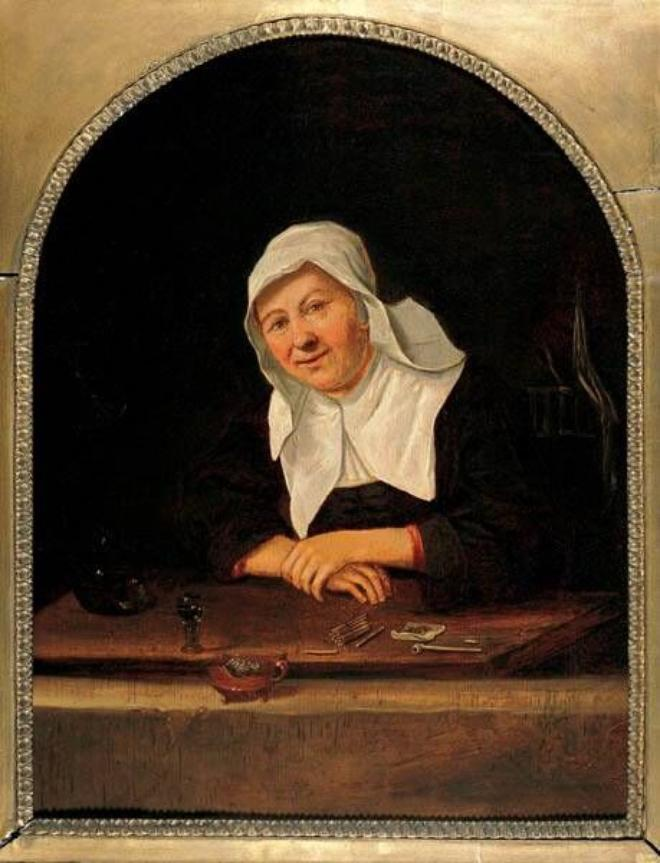
Anthonie Hals: oude vrouw aan een venster gezeten (Frans Halsmuseum)

Anthonie Hals of Anthony Hals (Haarlem, 19 oktober 1621 – Amsterdam, 25 januari 1691) was een schilder van portretten en genrestukken. Hij was de enige zoon van de schilder Dirck Hals en Agneta Jansdochter. De bekende schilder Frans Hals was zijn oom.

## Biografie
Hij werd geboren en gedoopt in Haarlem en werd door zijn vader als schilder opgeleid. Hij vertrok daarna naar Amsterdam in 1652 en trouwde daar in 1654 met Trijntje Salomons Saeghmolen, waarbij zijn neef Reynier Fransz. Hals trouwgetuige was. Ook zijn zoon Martinus Hals werd schilder. In tegenstelling tot zijn beroemde oom Frans Hals zijn er weinig werken van hem bekend.
- Biografisch Portaal: 77543176
- Digitale Bibliotheek voor de Nederlandse Letteren: hals007
- RKD-Nederlands Instituut voor Kunstgeschiedenis: 267812
- Union List of Artist Names: 500427541
- Virtual International Authority File: 2709153596630251900008